# Kubatov Antal
Kubatov Antal (Csávoly, 1956. június 25. –) okleveles középiskolai matematika-fizika szakos tanár. 1980-tól 2020-as nyugdíjba meneteléig (két év kihagyással) a kaposvári Táncsics Mihály Gimnázium tanára volt.

## Életpályája
Okleveles középiskolai matematika-fizika szakos tanári diplomát 1980-ban szerzett. A matematika és a fizika körében kifejtett tanári és szervező tevékenységéért több díjban részesült.

## Díjai, elismerései
- 2002 – Beke Manó-emlékdíj II. fokozat
- 2002, 2011 – Graphisoft díj
- 2000, 2002 – Arany Katedra díj
- 2009 – Ericsson-díj
- 2012 – MOL-MesterM-díj
- 2014 – Somogy Polgáraiért díj
- 2014 – Rátz Tanár Úr-életműdíj
- 2016 – Kiváló Versenyfelkészítő díj
- 2017 – Miniszteri Elismerő Oklevél

## Szakmai tevékenységei
- Matematika-fizika munkaközösség vezető
- BJMT Somogy Megyei Csoport Titkára
- BJMT Oktatási Bizottságának tagja
- A Nemzetközi Magyar Matematikaverseny Anyaországi Régiójának vezetője

## Cikkei, publikációi
- Azok a csodálatos érintőnégyszögek…
- Az Erdős-Mordell egyenlőtlenség
- Ptolemaios-tétel, Casey-tétel, feladatok